# Strážovice (Pačejov)
Strážovice jsou vesnice, část obce Pačejov v okrese Klatovy v Plzeňském kraji. Nachází se asi tři kilometry západně od Pačejova. Prochází zde silnice II/186. Strážovice leží v katastrálním území Strážovice u Pačejova o rozloze 5,43 km².

## Historie
První písemná zmínka o vesnici pochází z roku 1551.

## Obyvatelstvo
| Rok            | 1869 | 1880 | 1890 | 1900 | 1910 | 1921 | 1930 | 1950 | 1961 | 1970 | 1980 | 1991 | 2001 | 2011 | 2021 |
| -------------- | ---- | ---- | ---- | ---- | ---- | ---- | ---- | ---- | ---- | ---- | ---- | ---- | ---- | ---- | ---- |
| Počet obyvatel | 282  | 297  | 269  | 288  | 296  | 261  | 240  | 198  | 181  | 157  | 152  | 115  | 87   | 68   | 68   |
| Počet domů     | 38   | 42   | 43   | 44   | 46   | 46   | 47   | 47   | 43   | 41   | 39   | 39   | 43   | 43   | 43   |

## Obecní správa
Při sčítání lidu v letech 1850–1889 Strážovice byly osadou obce Těchonice v okrese Klatovy. V letech 1910–1963 byly samostatnou obcí v okrese Klatovy. Od roku 1964 jsou částí obce Pačejov v okrese Klatovy.

## Pamětihodnosti
- Kaplička